# Atsutaka Nakamura
Atsutaka Nakamura (中村 充孝, Nakamura Atsutaka) est un footballeur japonais né le 13 septembre 1990. Il évolue au poste d'attaquant.

## Biographie
Nakamura commence sa carrière professionnelle au Kyoto Sanga. Avec ce club, il atteint la finale de la Coupe de l'Empereur en 2011.
En janvier 2013, il est transféré aux Kashima Antlers.

## Palmarès
- Finaliste de la Coupe du Japon en 2011 avec le Kyoto Sanga
- Championnat du Japon en 2016